# Ана Богданова
Ана Богданова (рус. Анна Богданова; Лењинград, 21. октобар 1984) је руска атлетичарка специјалиста за седмобој.

## Каријера
Ана Богданова је почела 2008. сезону освајањем бронзане медаље у петобоју на Светском првенству у дворани 2008. одржаном у Валенсији иза Белгијанке Тије Хелебаут и Колумбијке Кели Сотертон.
Исте године је учествовала на Олимпијским играма у Пекингу. и завршила је као седма у седмобоју, а коначно је завршила на шестом месту након дисквалификације због допинга Украјинке Људмиле Блонске, својим најбољим резултатом са 6.456 бодова.
Почетком 2009. Богданова је освојила златну медаљу у петобоју на Европском првенству у атлетици у дворани у Торину са укупно 4.761 бод.

## Значајнији резултати
| Година | Такмичење                    | Место               | Резултат | Дисциплина | Резултат |
| ------ | ---------------------------- | ------------------- | -------- | ---------- | -------- |
| 2007   | Европско првенство у дворани | Бирмингем, Енглеска | 13       | Петобој    | 4272     |
| 2007   | Светско првенство            | Осака, Јапан        | 10       | Седмобој   | 6243     |
| 2008   | Светско првенство у дворани  | Валенсија, Шпанија  | 3        | Петобој    | 4753     |
| 2008   | Олимпијске игре              | Пекинг, Кина        | 6        | Седмобој   | 6465 ЛР  |
| 2009   | Европско првенство у дворани | Торино, Италија     | 1        | Петобој    | 4761     |

## Лични рекорди
| На отвореном: - 200 метара — 24,24 15. август 2008. Пекинг - 800 метара — 2:09,45 16. август 2008. Пекинг - 100 метара препоне — 13,09 15. август 2008. Пекинг - скок увис — 1,88 31. мај 2008. Götzis - скок удаљ — 6,49 1. јун 2008. Götzis - бацање кугле — 14,64 31. мај 2008. Götzis - бацање копља — 39,91 26. август 2007. Осака - Седмобој — 6465 16. август 2008. Пекинг | У дворани: - 800 метара — 2:15,06 10. јануар 2008. Москва - 60 метара препоне — 8,19 6. март 2009. Торино - скок увис — 1,86 4. фебруар 2009. Пенза - скок увис — 1,86 6. март 2009. Торино - скок удаљ — 6,54 4. фебруар 2009. Пенза - бацање кугле — 14,83 6. март 2009. Пенза - Петобој — 4784 4. фебруар 2009. Пекинг |